# Ōtsuki, Kōchi

Ōtsuki (大月町 Ōtsuki-chō?) este un oraș din Japonia, prefectura Kōchi.